# René-Bernard Chapuis
René Bernard Chapuis, dit Chapuy, né le 18 juin 1746 à Nancy (Meurthe-et-Moselle), mort le 15 avril 1809 à Étain (Meuse), est un général français de la révolution française.

## États de service
Il entre en service le 4 octobre 1765 comme soldat dans la Légion de Saint-Domingue, et il est nommé sergent en novembre 1766. Le 28 décembre 1772, il embarque pour l’île du Vent, et le 4 février 1773, il est intégré dans le régiment de la Guadeloupe, il est promu sous-lieutenant le 1er mai 1775.
De 1778 à 1782, il participe à la guerre d'indépendance des États-Unis. Le 1er juillet 1783, il est nommé aide de camp du gouverneur du Sénégal Louis de Repentigny.
Il part pour la France le 1er février 1786. Il est nommé capitaine le 1er août 1792, il rejoint l’armée du Nord, où il est nommé lieutenant-colonel le 15 septembre 1792 au 3e bataillon de chasseurs francs dans la division Thierry. Il fait la campagne de Belgique et de Hollande et le 18 avril 1793, il est fait Adjudant-général chef de brigade par le général Dampierre.
Le 12 septembre 1793, il est promu général de brigade commandant de la place de Cambrai, à la place du général Nicolas Declaye. Le 26 avril 1794, il subit une défaite à la bataille de Beaumont-en-Cambresie, où il est blessé de deux coups de sabre et capturé au début des combats.
Il est échangé le 23 septembre 1795, et il rentre à temps pour prendre part à la défense de la convention contre l’Insurrection royaliste du 13 vendémiaire an IV. Le 25 octobre 1795, il est mis en non activité.
Il est rappelé en janvier 1796 pour être employé dans l’armée des côtes de l'Océan à Noirmoutier. Il est admis à la retraite le 27 janvier 1801.
Il meurt le 15 avril 1809 à Étain (Meuse).

## Sources
- (en) « Generals Who Served in the French Army during the Period 1789 - 1814: Eberle to Exelmans »
- Thierry Pouliquen, « Les généraux français et étrangers ayant servis [sic] dans la Grande Armée » (consulté le 8 juillet 2013)
- Georges Six : Dictionnaire biographique des généraux et amiraux français de la Révolution et de l'Empire (1792-1814). Paris : Librairie G. Saffroy, éd 1934.